# Чапаєвське (Воронезька область)
Чапаєвське (рос. Чапаевское) — селище у Ертильському районі Воронезької області Російської Федерації.
Населення становить 98 осіб (2010). Входить до складу муніципального утворення Міське поселення Ертиль.

## Історія
Від 1938 року належить до Ертильського району.
Згідно із законом від 15 жовтня 2004 року входить до складу муніципального утворення Міське поселення Ертиль.

## Населення
| 2000 | 2010 |
| ---- | ---- |
| 220  | ↘98  |